# Delias isocharis
Delias isocharis är en fjärilsart som beskrevs av Rothschild och Jordan 1907. Delias isocharis ingår i släktet Delias och familjen vitfjärilar. Inga underarter finns listade i Catalogue of Life.

## Bildgalleri

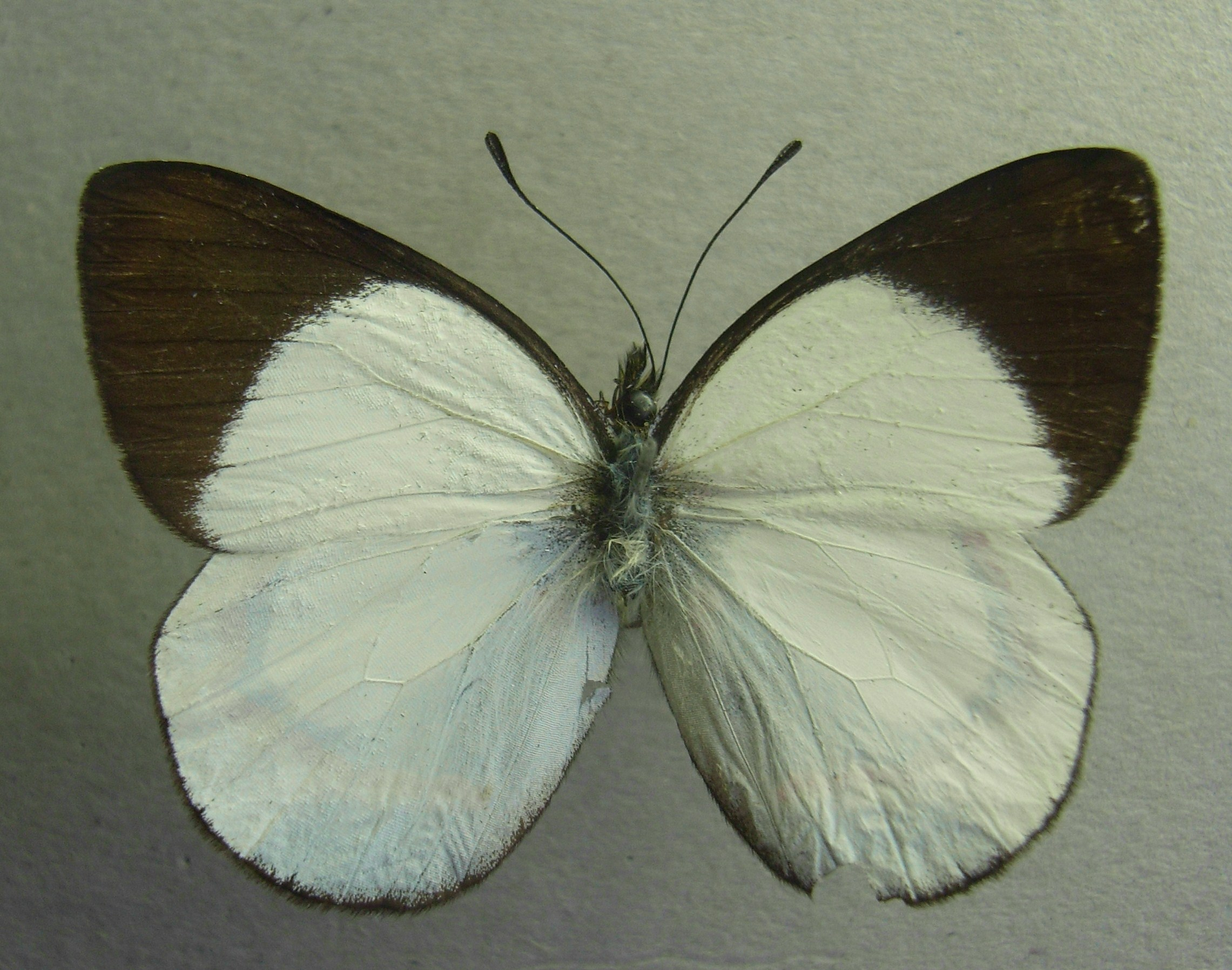
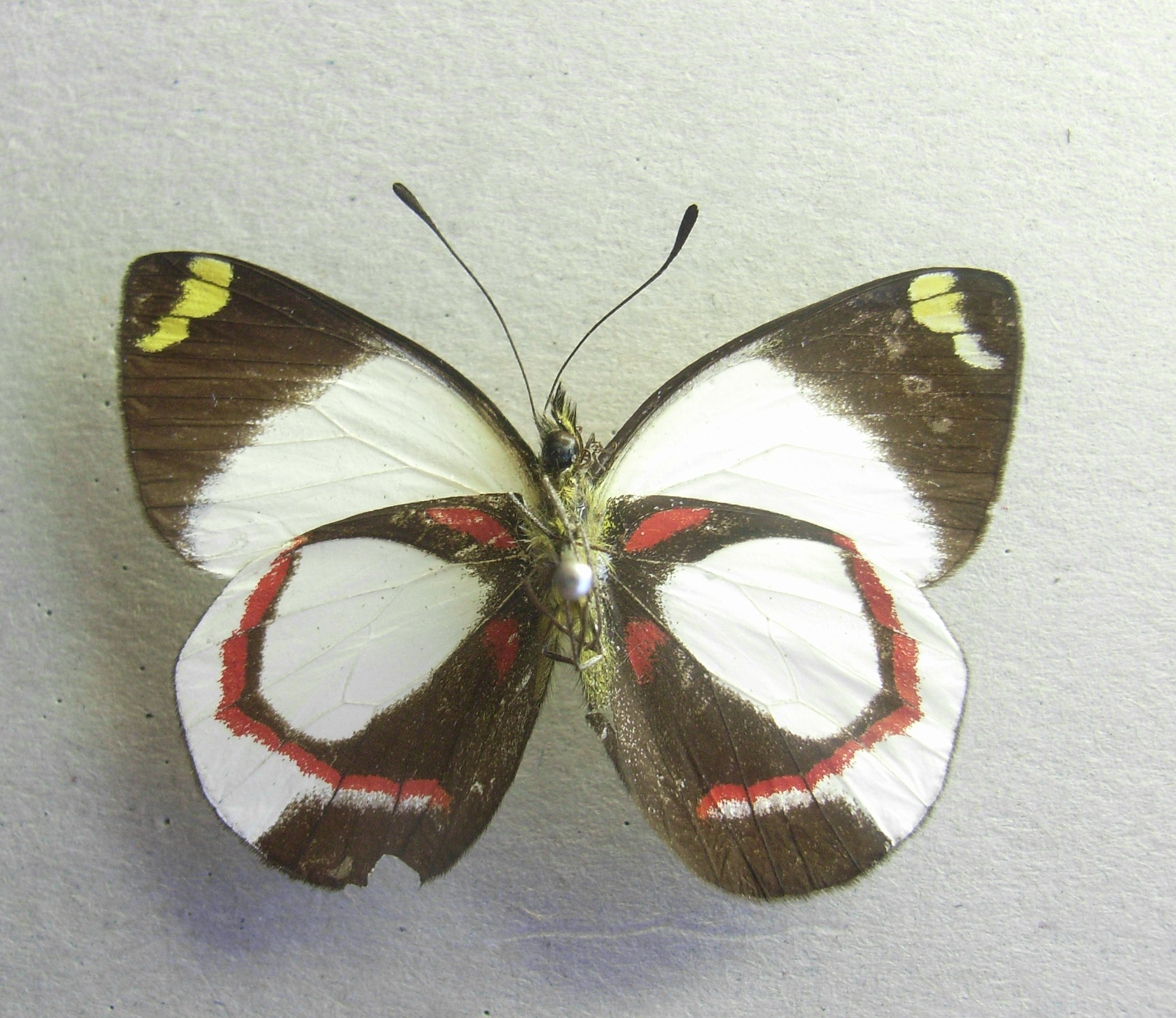